# Tremulant (fonetik)
Tremulanter (även vibranter) är samlingsnamnet på foner som produceras genom att artikulationsområdet vibrerar.

## Produktion
Vanligtvis bildas de genom att tungspetsen eller uvula vibrerar. Ett fåtal språk har den bilabiala tremulanten [ʙ]. De främre tremulanterna bildas genom att tungbladet och tungspetsen förs mot tandvallen (alveoli). Luftströmmen får tungspetsen att snabbt öppna och sluta förträngningen. Samma princip gäller för uvulans rörelser när det uvulara tremulanterna bildas. Tung- och uvula vibrationernas frekvens ligger oftast kring 25-30 Hz.

## I svenskan
I svenskan används allmänt två tremulater som är fonematiskt identiska:
- alveolar: tonande [r], tungspets-r, samt
- uvular: tonande [ʀ], bakre r.